# Acritopappus
Acritopappus là một chi thực vật có hoa trong họ Cúc (Asteraceae).

## Loài
Chi Acritopappus gồm các loài: